# موري (تشيلو)
موري (بالفارسية: موری) هي منطقة سكنية تقع في إيران في قسم تشيلو الريفي. يقدر عدد سكانها بـ 182 نسمة بحسب إحصاء 2016.